# Korsdrag i paradiset
Korsdrag i paradiset (engelska: That Uncertain Feeling) är en amerikansk komedifilm från 1941 i regi av Ernst Lubitsch. Filmen är baserad på Victorien Sardou och Émile de Najacs pjäs Divorçons från 1880. I huvudrollerna ses Merle Oberon, Melvyn Douglas och Burgess Meredith.

## Handling
Ett äktenskap knakar i fogarna då hustrun är uttråkad. När parets excentriske vän, pianisten Alexander Sebastian, dyker upp, förändras dock saker och ting.

## Om filmen
Filmen hade svensk premiär den 16 februari 1942 på biograf Royal vid Kungsgatan i Stockholm.
Korsdrag i paradiset har vistas i SVT, bland annat 1992, 2002, 2018, i oktober 2020 och i oktober 2024.

## Rollista i urval
| Merle Oberon     | – Jill Baker                  |
| Melvyn Douglas   | – Larry Baker                 |
| Burgess Meredith | – Alexander Sebastian         |
| Alan Mowbray     | – Dr. Vengard                 |
| Olive Blakeney   | – Margie Stallings, Jills vän |
| Harry Davenport  | – Jones, Larrys advokat       |
| Sig Ruman        | – Mr. Kafka, Larrys klient    |
| Eve Arden        | – Sally Aikens                |
| Richard Carle    | – butlern                     |